# Maria Tarkowska
Maria Iwanowna Tarkowska (ros. Мария Ивановна Тарковска) z rodu Wiszniakowa ur. w 1907 roku zm. 5 października 1979 roku w Moskwie. Matka znanego reżysera Andrieja Tarkowskiego oraz Mariny Tarkowskiej. Była pierwszą żoną poety Arsienija Tarkowskiego (w latach 1928-1940).

## Biografia

### Rodowód
Po kądzieli pochodzenie szlacheckie: matka Marii, Wiera Nikołajewna z domu Dubasowa. Ojciec jej babci, Nikołaj Wasilijewicz Dubasow, posiadał niewielki majątek we wsi Pieriewierziewo w guberni kałuskiej. Po mieczu pochodzenie mieszczańskie: ojciec Marii, Iwan Iwanowicz Wiszniakow był protojerejem, dziadek zaś naczelnikiem urzędu skarbowego. 

### Historia
Ukończyła szkołę w Kinieszmie nad Wołgą, a w 1925 roku wstąpiła na studia szkoły wyższej - Państwowe Kursy Literatury Moskiewskiego Zarządu Profesjonalno-technicznego Kształcenia. Pisała wiersze i utwory prozą, przyjaciołom podobała się jej twórczość, nazywano ją nawet "Tołstojem w spódnicy". Sama zaś zniszczyła prawie wszystkie swoje prace i uważała, że cierpi na brak talentu (jak później pisała w swoich dziennikach). Toteż w późniejszym życiu nie zajmowała się poezją.
Maria szkoły nie ukończyła, z powodu jej likwidacji. Nie zdawszy wszystkich potrzebnych egzaminów niezbędnych do otrzymania świadectwa ukończenia kursów, wyjechała do Zawrażja. Wykształcenie miała zatem "wyższe niepełne". 
W lutym 1928 roku wzięła ślub z Arsienijem Aleksandrowiczem Tarkowskim, w marcu 1932 roku wyjechali z Moskwy do wsi Zawrażje w rejonie Jurjewieckim, położona na lewym brzegu Wołgi niedaleko ujścia rzeki Niomdy. Mieszkała tam jej matka Wiera Nikołajewna i ojczym Marii, lekarz Nikołaj Matwiejewicz Pietrow.
W nocy z 3 na 4 kwietnia 1932 urodziła syna Andrieja. Dwa lata później w Małojarosławcu, 3 października urodziła dziewczynkę Marinę, która została nazwana na cześć ulubionej poetki Arsienija: Mariny Cwietajewej. 
W 1936 roku jej mąż, powołany do wojska, opuścił rodzinę, a cztery lata później Maria i Arsienij rozwiedli się. 
W 1943 roku Maria z dziećmi przeprowadziła się do Moskwy, gdzie mieszkała już do śmierci, do emerytury pracowała w drukarni. Zmarła 5 października 1979 roku. 

## Zwierciadło (1974)
Maria Tarkowska wzięła udział w filmie Andrieja Tarkowskiego "Zwierciadło". Z racji występujących tam wątków autobiograficznych zagrała tam samą siebie. Pojawia się epizodycznie w kadrze, bądź słychać jej głos przez telefon. W rolę Marii z młodości wcieliła się Margarita Teriechowa. Film jest uznany za jedno z ważniejszych dzieł rosyjskiej kinematografii. 